# Politieke unie
Een politieke unie is het gevolg van het samengaan van twee of meer landen tot één staatkundige eenheid. Hierbij wordt meestal de facto of de jure de zelfstandigheid van deze landen ten opzichte van elkaar gewaarborgd. De uiteindelijke staatkundige en bestuurlijke vorm kan sterk verschillen. Dit kan een federatie of een confederatie zijn, zoals de voormalige Sovjet-Unie, echter in sommige unies blijven de afzonderlijke landen soeverein en kan er meer gesproken worden over een "overkoepelende unie", zoals de Europese Unie.
Ook het Verenigd Koninkrijk en de Verenigde Arabische Emiraten kunnen als een unie worden beschouwd. De Verenigde Staten zijn ooit als een unie begonnen.
Een staatkundige unie dient niet verward te worden met een unitaire staat oftewel eenheidsstaat, wat vaak het tegenovergestelde zal zijn van een staatkundige unie. Theoretisch gezien kan een unie echter wel uitmonden in een eenheidsstaat. Ook dient het niet verward te worden met een personele unie, waar de verschillende landen officieel alleen worden verenigd door middel van een gemeenschappelijk staatshoofd.